# Noah Beery (attore 1882)
Noah Nicholas Beery, noto anche con lo pseudonimo di Noah Beery senior o Noah Beery (Kansas City, 17 gennaio 1882 – Beverly Hills, 1º aprile 1946), è stato un attore statunitense.
Era il fratello maggiore di un altro famoso attore, il premio Oscar Wallace Beery. Anche suo figlio, Noah junior intraprese la stessa carriera, diventando pure lui un apprezzato caratterista, soprattutto come attore televisivo.

## Biografia
Trasferitosi in giovane età a New York, iniziò la carriera artistica come cantante e per diversi anni lavorò soprattutto in teatro. Nel 1913 esordì nel cinema e divenne famoso per i numerosi ruoli di baffuto mascalzone o di perfido libertino interpretati durante l'era del cinema muto.
Tra le sue interpretazioni più famose, quella del brutale sergente Lejaune nel film Gli eroi del deserto, versione di Beau Geste diretta nel 1926 da Herbert Brenon, del sergente Pedro Gonzales in Il segno di Zorro (1920) di Fred Niblo, accanto a Douglas Fairbanks Sr., e del console britannico nell'avventura esotica All'ombra delle pagode (1925) di Raoul Walsh. All'avvento del sonoro, proseguì la sua prolifica carriera lavorando regolarmente in numerosi western e serial, come La maschera di Zorro (1937), spesso in ruoli di villain. Tra le sue interpretazioni, quella di Gus Jordan, proprietario di un saloon nella commedia Lady Lou (1933), al fianco di Mae West.

## Filmografia
- The Influence of a Child, regia di Edmund Lawrence - cortometraggio (1913)
- The Purple Night, regia di Stanner E.V. Taylor - cortometraggio (1915)
- The Social Highwayman, regia di Edwin August (1916)
- The Human Orchid, regia di C.C. Field (1916)
- The Spirit of '76, regia di Frank Montgomery (1917)
- A Mormon Maid, regia di Robert Z. Leonard (1917)
- Sacrifice, regia di Frank Reicher (1917)
- The Chosen Prince, or The Friendship of David and Jonathan, regia di William V. Mong (1917)
- The Hostage, regia di Robert Thornby (1917)
- The Clever Mrs. Carfax, regia di Donald Crisp (1917)
- Molly Entangled, regia di Robert Thornby (1917)
- His Robe of Honor, regia di Rex Ingram (1918)
- The Hidden Pearls, regia di George H. Melford (George Melford) (1918)
- The Whispering Chorus, regia di Cecil B. DeMille (1918)
- Social Ambition, regia di Wallace Worsley (1918)
- The White Man's Law, regia di James Young (1918)
- Old Wives for New, regia di Cecil B. DeMille (1918)
- Believe Me, Xantippe, regia di Donald Crisp (1918)
- Less Than Kin, regia di Donald Crisp (1918)
- The Source, regia di George Melford (1918)
- The Goat, regia di Donald Crisp (1918)
- Too Many Millions, regia di James Cruze (1918)
- The Squaw Man, regia di Cecil B. DeMille (1918)
- Under the Top, regia di Donald Crisp (1919)
- Johnny Get Your Gun, regia di Donald Crisp (1919)
- La lanterna rossa (The Red Lantern), regia di Albert Capellani (1919)
- The Woman Next Door, regia di Robert G. Vignola (1919)
- A Very Good Young Man, regia di Donald Crisp (1919)
- Louisiana, regia di Robert G. Vignola (1919)
- The Valley of the Giants, regia di James Cruze (1919)
- In Mizzoura, regia di Hugh Ford (1919)
- Everywoman, regia di George Melford (1919)
- The Sagebrusher, regia di Edward Sloman (1920)
- The Fighting Shepherdess, regia di Edward José e Millard Webb (1920)
- The Sea Wolf, regia di George Melford (1920)
- Go and Get It, regia di Marshall Neilan e Henry Roberts Symonds (1920)
- Love Madness, regia di Joseph Henabery (1920)
- The Scoffer, regia di Allan Dwan (1920)
- Dinty, regia di John McDermott, Marshall Neilan (1920)
- Il segno di Zorro (The Mark of Zorro), regia di Fred Niblo (1920)
- Why Tell? (1921)
- Bob Hampton of Placer, regia di Marshall Neilan (1921)
- Beach of Dreams, regia di William Parke (1921)
- Bits of Life, regia di James Flood e Marshall Neilan (1921)
- I cercatori d'oro (The Call of the North), regia di Joseph Henabery (1921)
- Lotus Blossom, regia di Frank Grandon (Francis J. Grandon) e James B. Leong (1921)
- Tillie, regia di Frank Urson (1922)
- Miele silvestre (Wild Honey), regia di Wesley Ruggles (1922)
- Belle of Alaska, regia di Chester Bennett (1922)
- The Lying Truth, regia di Marion Fairfax (1922)
- The Heart Specialist, regia di Frank Urson (1922)
- The Crossroads of New York, regia di F. Richard Jones (1922)
- I Am the Law, regia di Edwin Carewe (1922)
- Flesh and Blood, regia di Irving Cummings (1922)
- The Power of Love, regia di Nat G. Deverich e Harry K. Fairall (1922)
- Youth to Youth, regia di Émile Chautard (1922)
- Good Men and True, regia di Val Paul (1922)
- Ebb Tide, regia di George Melford (1922)
- Omar the Tentmaker, regia di James Young (1922
- Dangerous Trails, regia di Alan James (come Alvin J. Neitz) (1923)
- The Spider and the Rose, regia di John McDermott (1923)
- Stormswept, regia di Robert Thornby (1923)
- Quicksands, regia di Jack Conway (1923)
- Main Street, regia di Harry Beaumont (1923)
- Soul of the Beast, regia di John Griffith Wray (1923)
- Wandering Daughters, regia di James Young (1923)
- Forbidden Lover, regia di Nat G. Deverich (come Nat Deverich)
- His Last Race, regia di B. Reeves Eason e Howard M. Mitchell (come Howard Mitchell) (1923)
- I predatori (The Spoilers), regia di Lambert Hillyer (1923)
- Tipped Off, regia di Finis Fox (1923)
- Hollywood, regia di James Cruze (1923)
- Destroying Angel, regia di W. S. Van Dyke (1923)
- To the Last Man, regia di Victor Fleming (1923)
- When Law Comes to Hades (1923)
- Desire, regia di Rowland V. Lee (1923)
- Stephen Steps Out, regia di Joseph Henabery (1923)
- The Call of the Canyon, regia di Victor Fleming (1923)
- The Heritage of the Desert, regia di Irvin Willat (1924)
- The Fighting Coward, regia di James Cruze (1924)
- L'errante senza colpa (Wanderer of the Wasteland), regia di Irvin Willat (1924)
- Welcome Stranger, regia di James Young (1924)
- Lily of the Dust, regia di Dmitrij Buchoveckij (1924)
- The Female, regia di Sam Wood (1924)
- Ai confini della civiltà (North of 36), regia di Irvin Willat (1924)
- All'ombra delle pagode (East of Suez), regia di Raoul Walsh (1925)
- Folly of Youth (1925)
- Contraband, regia di Alan Crosland (1925)
- La valanga selvaggia (The Thundering Herd), regia di William K. Howard (1925)
- Old Shoes, regia di Frederick Stowers (1925)
- Matador (The Spaniard), regia di Raoul Walsh (1925)
- The Light of Western Stars, regia di William K. Howard (1925)
- Cavalli indomiti (Wild Horse Mesa), regia di George B. Seitz (1925)
- La torre dei supplizi (The Coming of Amos), regia di Paul Sloane (1925)
- Stirpe eroica (The Vanishing American), regia di George B. Seitz (1925)
- Lord Jim, regia di Victor Fleming (1925)
- The Enchanted Hill, regia di Irvin Willat (1926)
- The Crown of Lies, regia di Dimitri Buchowetski (Dimitri Buchowetzki) (1926)
- Padlocked, regia di Allan Dwan (1926)
- Gli eroi del deserto (Beau Geste), regia di Herbert Brenon (1926)
- Paradise, regia di Irvin Willat (1926)
- Evening Clothes, regia di Luther Reed (1927)
- The Rough Riders, regia di Victor Fleming (1927)
- La creola della Luisiana (The Love Mart), regia di George Fitzmaurice (1927)
- The Dove, regia di Roland West (1927)
- Lo sciabolatore del Sahara (Beau Sabreur), regia di John Waters (1928)
- Vigilia d'amore (Two Lovers), regia di Fred Niblo (1928)
- Hellship Bronson, regia di Joseph E. Henabery (Joseph Henabery) (1928)
- Passion Song, regia di Harry O. Hoyt (1928)
- L'arca di Noè (Noah's Ark), regia di Michael Curtiz (1928)
- Dreary House (1928)
- Sahara (Love in the Desert), regia di George Melford (1929)
- Linda, regia di Mrs. Wallace Reid (Dorothy Davenport) (1929)
- Donna pagana (The Godless Girl), regia di Cecil B. DeMille (1929)
- False Fathers, regia di Horace B. Carpenter (1929)
- The Four Feathers, regia di Merian C. Cooper, Lothar Mendes, Ernest B. Schoedsack (1929)
- Careers, regia di John Francis Dillon (1929)
- Nel Mar dei Sargassi (The Isle of Lost Ships), regia di Irvin Willat (1929)
- Two O'Clock in the Morning, regia di Andrew Marton (1929)
- Rivista delle nazioni (The Show of the Shows), regia di John G. Adolfi (1929)
- Glorifying the American Girl, regia di Millard Webb (1929)
- L'arcipelago in fiore (Isle of Escape), regia di Howard Bretherton (1930)
- Under a Texas Moon, regia di Michael Curtiz (1930)
- Murder Will Out, regia di Clarence G. Badger (1930)
- Show Girl in Hollywood, regia di Mervyn LeRoy (1930)
- Song of the Flame, regia di Alan Crosland (1930)
- Golden Dawn, regia di Ray Enright (1930)
- Oh Sailor Behave, regia di Archie Mayo (1930)
- L'ombra dell'apocalisse
- Big Boy, regia di Alan Crosland (1930)
- Bright Lights, regia di Michael Curtiz (1930)
- The Love Trader, regia di Joseph Henabery (1930)
- La spia (Renegades), regia di Victor Fleming (1930)
- A Soldier's Plaything, regia di Michael Curtiz (1931)
- L'uomo e la bestia (Tol'able David) , regia di John G. Blystone (1931)
- The Millionaire, regia di John G. Adolfi (1931)
- Honeymoon Lane, regia di William James Craft (1931)
- I difensori della legge (Homicide Squad), regia di Edward L. Cahn e George Melford (1931)
- Stranger in Town, regia di Erle C. Kenton (1931)
- La bolgia dei vivi (Shanghaied Love), regia di George B. Seitz (1931)
- L'amazzone mascherata (Riders of the Purple Sage), regia di Hamilton MacFadden (1931)
- In Line of Duty, regia di Bert Glennon (1931)
- The Drifter, regia di William A. O'Connor (1932)
- The Stoker, regia di Chester M. Franklin (1932)
- Cornered, regia di B. Reeves Eason (1932)
- No Living Witness, regia di E. Mason Hopper (1932)
- Out of Singapore, regia di Charles Hutchison (1932)
- The Big Stampede, regia di Tenny Wright (1932)
- The Devil Horse, regia di Otto Brower (1932)
- Il re dell'arena (The Kid from Spain), regia di Leo McCarey (1932)
- Long Loop Laramie (1932)
- Lady Lou (She Done Him Wrong), regia di Lowell Sherman (1933)
- The Thundering Herd, regia di Henry Hathaway (1933)
- The Flaming Signal, regia di George Jeske e Charles E. Roberts (come C. Edward Roberts) (1933)
- Sunset Pass, regia di Henry Hathaway (1933)
- La donna che ho rubato (The Woman I Stole), regia di Irving Cummings (1933)
- Easy Millions, regia di Fred C. Newmeyer (1933)
- Fighting with Kit Carson, regia di Colbert Clark e Armand Schaefer (1933)
- Sfidando la vita (Laughing at Life), regia di Ford Beebe (1933)
- Man of the Forest, regia di Henry Hathaway (1933)
- To the Last Man, regia di Henry Hathaway (1933)
- La spia B 28, regia di Karl Freund (1934)
- David Harum, regia di James Cruze (1934)
- La nave del mistero (Mystery Liner), regia di William Nigh (1934)
- Cockeyed Cavaliers, regia di Mark Sandrich (1934)
- Happy Landing, regia di Robert N. Bradbury (1934)
- Carovane (Caravan), regia di Erik Charell (1934)
- La traccia infernale (The Trail Beyond), regia di Robert N. Bradbury (1934)
- Kentucky Kernels, regia di George Stevens (1934)
- Sweet Adeline, regia di Mervyn LeRoy (1934)
- King of the Damned, regia di Walter Forde (1935)
- Il cerchio rosso (The Crimson Circle), regia di Reginald Denham (1936)
- Someone at the Door, regia di Herbert Brenon (1936)
- The Marriage of Corbal, regia di Karl Grune e (non accreditato) Frederic Brunn (1936)
- Strangers on Honeymoon, regia di Albert de Courville (1936)
- I Live Again, regia di Arthur Maude (1936)
- Lo scafandro infernale (The Frog), regia di Jack Raymond (1937)
- Ultimatum di mezzanotte (Our Fighting Navy), regia di Norman Walker (1937)
- La maschera di Zorro (Zorro Rides Again), regia di John English e William Witney (1937)
- Il grande segreto (The Bad Man of Brimstone), regia di J. Walter Ruben (1937)
- La città dell'oro (The Girl of the Golden West), regia di Robert Z. Leonard (1938)
- Panamint's Bad Man, regia di Ray Taylor (1938)
- Mexicali Rose, regia di George Sherman (1939)
- Mutiny on the Blackhawk, regia di Christy Cabanne (1939)
- Pioneers of the West, regia di Lester Orlebeck (1940)
- Grandpa Goes to Town, regia di Gus Meins (1940)
- Adventures of Red Ryder, regia di John English e William Witney (1940)
- The Tulsa Kid, regia di George Sherman (1940)
- A Little Bit of Heaven, regia di Andrew Marton (1940)
- A Missouri Outlaw, regia di George Sherman (1941)
- The Devil's Trail, regia di Lambert Hillyer (1942)
- Isle of Missing Men, regia di Richard Oswald (1942)
- Overland Mail, regia di Ford Beebe e John Rawlins (1942)
- Outlaws of Pine Ridge, regia di William Witney (1942)
- Tennessee Johnson, regia di William Dieterle (1942)
- L'avventura del cow boy (Pardon My Gun), regia di William Berke (1942)
- Carson City Cyclone, regia di Howard Bretherton (1943)
- Clancy Street Boys, regia di William Beaudine (1943)
- Il difensore di Manila (Salute to the Marines), regia di S. Sylvan Simon (1943)
- Mr. Muggs Steps Out, regia di William Beaudine (1943)
- Million Dollar Kid, regia di Wallace Fox (1944)
- Block Busters, regia di Wallace Fox (1944)
- L'avventuriero della città d'oro (Barbary Coast Gent), regia di Roy Del Ruth (1944)
- Gentle Annie, regia di Andrew Marton (1944)
- This Man's Navy, regia di William A. Wellman (1945)
- Sing Me a Song of Texas, regia di Vernon Keays (1945)